# 坊農さやか
坊農 さやか（ぼうのう さやか、1984年8月18日 - ）は、日本のモデル。

## 来歴
大阪府出身。ファッション雑誌『JJ』の読者モデル。聖心女子大学在学中に女性ファッション誌『TiaraGirl』の編集長を、2006年から2007年3月号まで務めた。学生編集長として、フジテレビ「CREATORS」にも取り上げられた。
2007年3月に大学卒業。大学ではアナウンス研究会に所属していた。その後はフォトグラファーとして活動している。
ナレッジパークが運営する「キャンパスパーク」にミスキャンパスパークモデルとして在籍し、尾澤直美や山岡由依らとともに「Miss CampusPark Model 2005 Winter Collection」などに選ばれた。